# Charivne
Charivne  (ucraniano: Чарівне) es un pueblo del Raión de Mykolaivka en el Óblast de Odesa de Ucrania. Según el censo de 2001, tiene una población de 45 habitantes.